# Michael Hill International
Pour les articles homonymes, voir Michael Hill.
Michael Hill International est une entreprise néo-zélandaise qui faisait partie de l'indice NZSX50, indice principale de la bourse de Nouvelle-Zélande, le New Zealand Exchange. Fondée en 1979 à Whangarei, dans la région du Northland, et désormais basée à Brisbane, elle est spécialisée dans la joaillerie et gère un réseau de plus de 200 magasins en Nouvelle-Zélande, en Australie, au Canada et aux États-Unis.